# Himne nacional de Xile
L'actual himne oficial de Xile fou creat pels volts de 1847. S'atribueix la seva lletra a Eusebio Lillo, la tornada a Bernardo de Vera y Pintado i la música al català Ramon Carnicer i Batlle.

## Lletra encastellài traducció catalana
| Puro, Chile, es tu cielo azulado Puras brisas te cruzan también. Y tu campo de flores bordado Es la copia feliz del Edén. Majestuosa es la blanca montaña Que te dio por baluarte el Señor Y ese mar que tranquilo te baña Te promete futuro esplendor. | Pur, Xile, és ton cel blavenc Pures brises et creuen també. I ton camp de flors brodat És la còpia feliç de l'Edèn. Majestuosa és la blanca muntanya Que et donà per baluard el Senyor I aquest mar que tranquil et banya Et promet futur esplendor. |

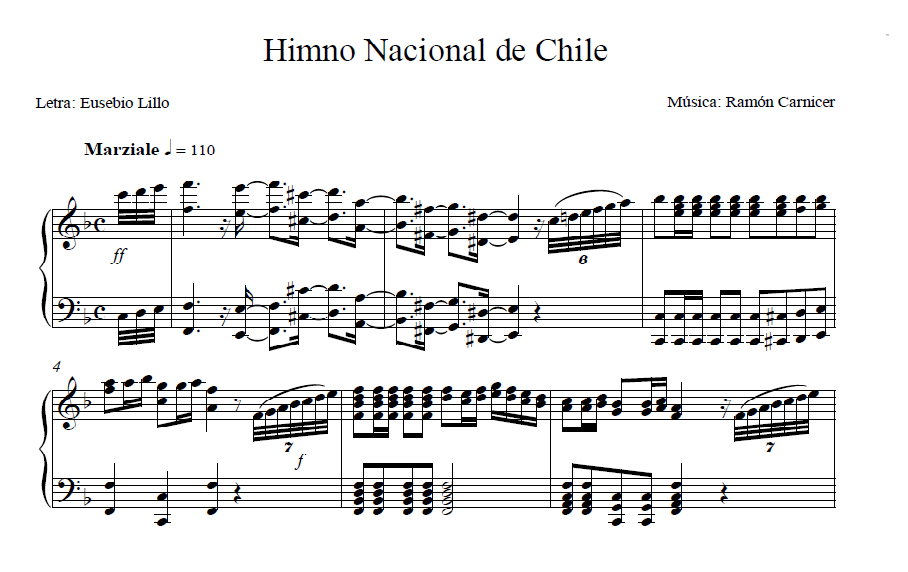
"Himne nacional de Xile ".

| Coro Dulce Patria, recibe los votos Con que Chile en tus aras juró: Que, o la tumba, serás de los libres O el asilo contra la opresión. | Tornada Dolça Pàtria, rep els vots Amb què Xile en tes ares jurà: Que, o la tomba, seràs dels lliures O l'asil contra l'opressió. |